# Eupholidoptera raggei
Eupholidoptera raggei är en insektsart som beskrevs av Salman 1983. Eupholidoptera raggei ingår i släktet Eupholidoptera och familjen vårtbitare. Inga underarter finns listade i Catalogue of Life.